# Posljednja pljačka vlaka (1971.)
Posljednja pljačka vlaka (One More Train to Rob), američki vestern iz 1971. godine.

## Sažetak
Radnja se zbiva u Americi u vrijeme zlatne groznice 1880-ih. Vlak su opljačkali šestorica lopova. Među njima su Harker Fleet i Timothy Nolan. Poslije pljačke Fleet završio je u zatvoru. Izdao ga je Nolan. Nakon što je odslužio kaznu, pošao je u potragu za bivšim partnerom da bi mu preoteo djevojku.